# Hipromelose
Hipromelose (DCI), abreviatura para hidroxipropilmetilcelulose (HPMC), é um semi-sintético, inerte, viscoelástico do polímero utilizado como um lubrificante oftálmico, bem como um excipiente e um componente de entrega controlada em medicamentos orais, encontrados numa variedade de produtos comerciais.